# Strümpfe (Reichskleinodien)

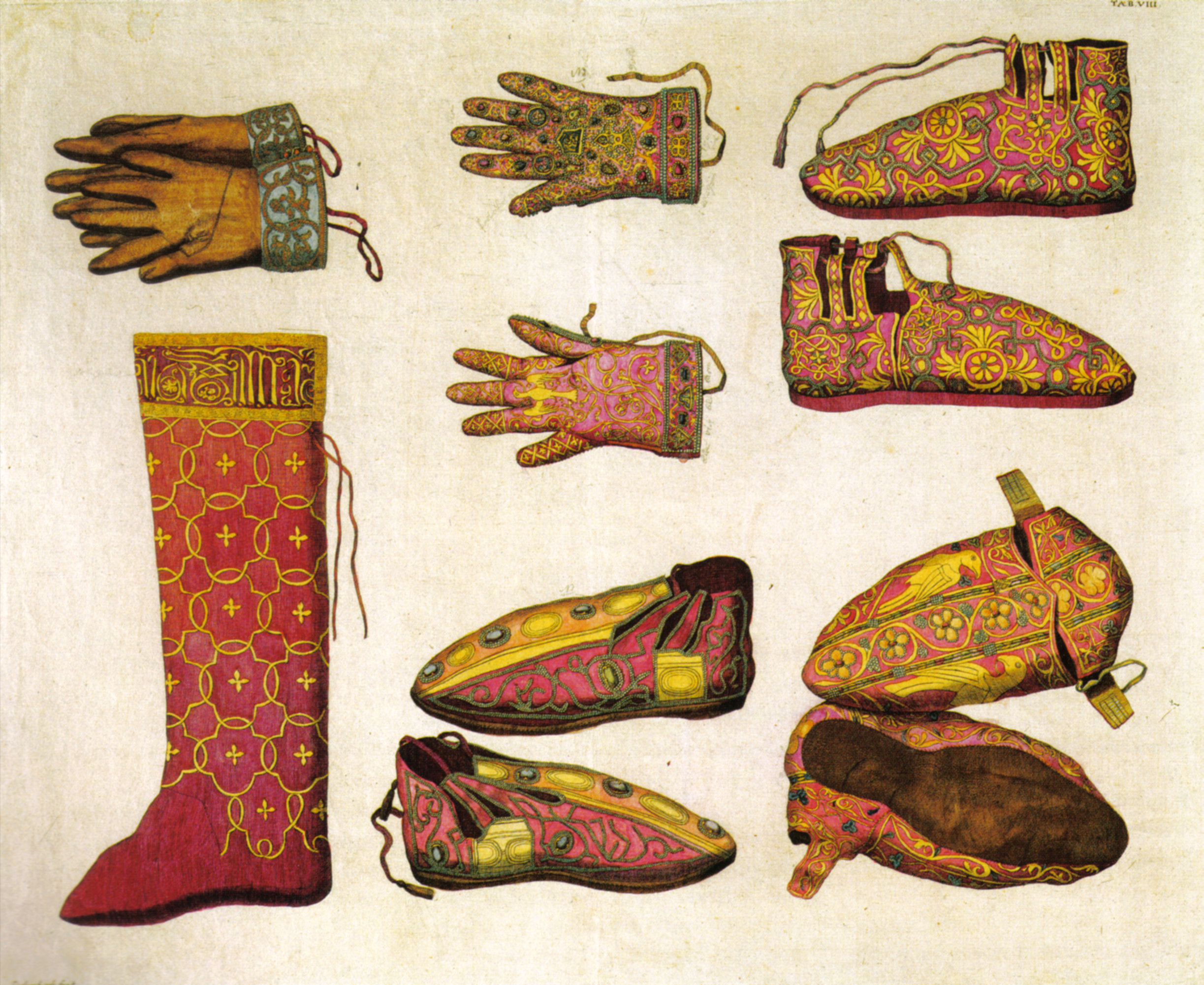
Einer der Strümpfe (links) auf einem Stich von Johann Adam Delsenbach von 1790

Die Strümpfe sind ein Teil des Krönungsornats der römisch-deutschen Kaiser und damit der Reichskleinodien. Sie wurden in den königlichen Werkstätten auf Sizilien, den Nobiles Officinae in Palermo, in der zweiten Hälfte des 12. Jahrhunderts höchstwahrscheinlich für Wilhelm II. angefertigt, für den auch die Alba gefertigt wurde.
Sie werden heute in der Weltlichen Schatzkammer der Wiener Hofburg, einer Außenstelle des Kunsthistorischen Museums, aufbewahrt.

## Aussehen
Die Strümpfe haben eine Schafthöhe von 60 cm und eine Schaftweite von 34 bis 40 cm. Sie bestehen aus leuchtend rotem Samit und sind in einem Stück gearbeitet, nur die Fußkappen sind angenäht. Sie sind mit feinem Golddraht in Anlegetechnik bestickt. Auf der roten Seide der Strümpfe wurden überschneidende Vierpassmotive angebracht, in deren Mitte Sterne sitzen. Diese Motive überziehen einem Netz ähnlich die Strümpfe. An beiden Strümpfen sind Seidenbänder zum Festbinden angebracht, die vermutlich aus dem 19. Jahrhundert stammen. Auf den Stichen von Johann Adam Delsenbach (1790) sind hingegen noch kurze Schnüre erkennbar.
Auf der aus olivgrüner Seide bestehenden sieben Zentimeter breiten, gewirkten Borte ist eine teilweise zerstörte kufische Inschrift eingestickt:
Im Auftrag des prächtigen, heiligen Königs Gulyalm [Ende der Schrift auf der Borte des ersten Strumpfs] der durch Gott Hochgeehrte, durch seine Macht Unterstützte, durch seine Kraft Siegreiche [Fortsetzung auf der zweiten Borte]
Bei dem genannten König handelt sich um den normannischen König Wilhelm II.
Analysen des Stoffes und der Farbe der Strümpfe und der ebenfalls zu den Reichskleinodien gehörenden Schuhe haben ergeben, dass beide aus dem gleichen Stoff gearbeitet wurden und damit wohl aus der gleichen Zeit stammen.